# Мали на летних Олимпийских играх 1996
Мали принимала участие в Летних Олимпийских играх 1996 года в Атланте (США) в восьмой раз за свою историю, но не завоевала ни одной медали. Сборную страны представляли 2 женщины и 1 мужчина:
- Легкоатлет Усман Диарра участвовал в спринтерских забегах на 100 и 200 м, но не прошёл в финал.
- Аминанта Камара соревновалась в беге с препятствиями, но не прошла в финал.
- Метательница диска Уму Траоре набрала 39.70 очков и не прошла в финал.